# Église Saint-Jean-Baptiste de Saint-Jean-sur-Reyssouze
L'église Saint-Jean-Baptiste est une église située en France sur la commune Saint-Jean-sur-Reyssouze, dans le département de l'Ain en région Auvergne-Rhône-Alpes.
L'édifice fait l'objet d'une inscription au titre des monuments historiques depuis le 14 juin 1972.

## Localisation
L'église est située dans le département français de l'Ain, sur la commune de Saint-Jean-sur-Reyssouze.

## Historique
L'édifice est inscrit au titre des monuments historiques en 1972.